# Академический час
Академи́ческий (уче́бный) час — отрезок времени (обычно продолжительностью 30—80 мин) для занятий в учебных заведениях, а также мера объёма материала, намечаемого к изучению в течение этого времени.
Академический час используется при составлении академического календаря при планировании и учёте пройденного учебного материала по неделям, а также при учёте работы преподавателей в вузах, учреждениях начального, среднего и среднего профессионального образования.

## В вузах
До 2014 года размер академического часа в российских вузах устанавливался уставом вуза, но был ограничен в пределах 40—80 минут, а в настоящее время любой вуз вправе устанавливать продолжительность часа локальными документами.
Кроме того допускается применять не академические, а астрономические часы.

### «Пара»
В российских вузах аудиторные занятия традиционно происходят в виде двух совмещённых академических часов, которые имеют разговорное название «учебная пара» («пара»). Законодательно это понятие не установлено.

### В других странах
В университетах и колледжах за пределами России и СНГ (Германия, Швеция, Польша и др.) существует традиция разделять один учебный 60-минутный час на две части:
- перерыв после предыдущего занятия размером 15 минут под названием «академическая четверть» (англ. academic quarter, нем. Akademisches Viertel, швед. akademisk kvart, пол. kwadrans akademicki).
- собственно лекция или семинар длиной 40 минут, таким образом это соответствует российскому понятию академического часа;

Для обозначения «академической четверти» используется сокращение c. t. (лат. cum tempore — «со временем»). Таким образом, например, 9:00 c. t. в расписании означает, что занятие фактически начинается в 9:15. В случае точного указания времени используется сокращение s. t. (лат. sine tempore — «без времени»). Например, 9:00 s. t. означает, что занятие начинается точно в 9:00.
Также во многих университетах занятия происходят либо в виде «блоков» по 90 минут (иногда по системе: 40 минут плюс перерыв 5—15 минут плюс оставшиеся 40 минут), либо периодов в 50 или 75 минут.
В российских реалиях понятие «академической четверти» преобразовалось в понятие «академического опоздания» размером 15 минут.

## В учреждениях СПО
Для всех видов аудиторных занятий в средних учебных заведениях (колледжах, техникумах, лицеях, ПТУ и т. п.) академический час устанавливается продолжительностью 40 минут, а объём занятий — не более 36 академических часов в неделю.

## В школах
В соответствии с санитарными нормами продолжительность академического часа в школах составляет:
- Для уроков в первом классе (п. 10.10):
  - сентябрь—октябрь — по 3 урока в день по 35 минут каждый;
  - ноябрь—декабрь — по 4 урока по 35 минут каждый;
  - январь—май — по 4 урока по 40 минут каждый;
- В остальных классах — не более 40 минут (п. 10.9).

## В детских садах
Для дошкольных организаций установлена продолжительность непрерывной непосредственно образовательной деятельности в день (пп. 11.10 и 11.12):
- для детей от 3 до 4 лет — не более 15 минут;
- для детей от 4 до 5 лет — не более 20 минут;
- для детей от 5 до 6 лет — не более 25 минут.

Образовательная деятельность может осуществляться во второй половине дня после дневного сна.